# Romualdo Marenco

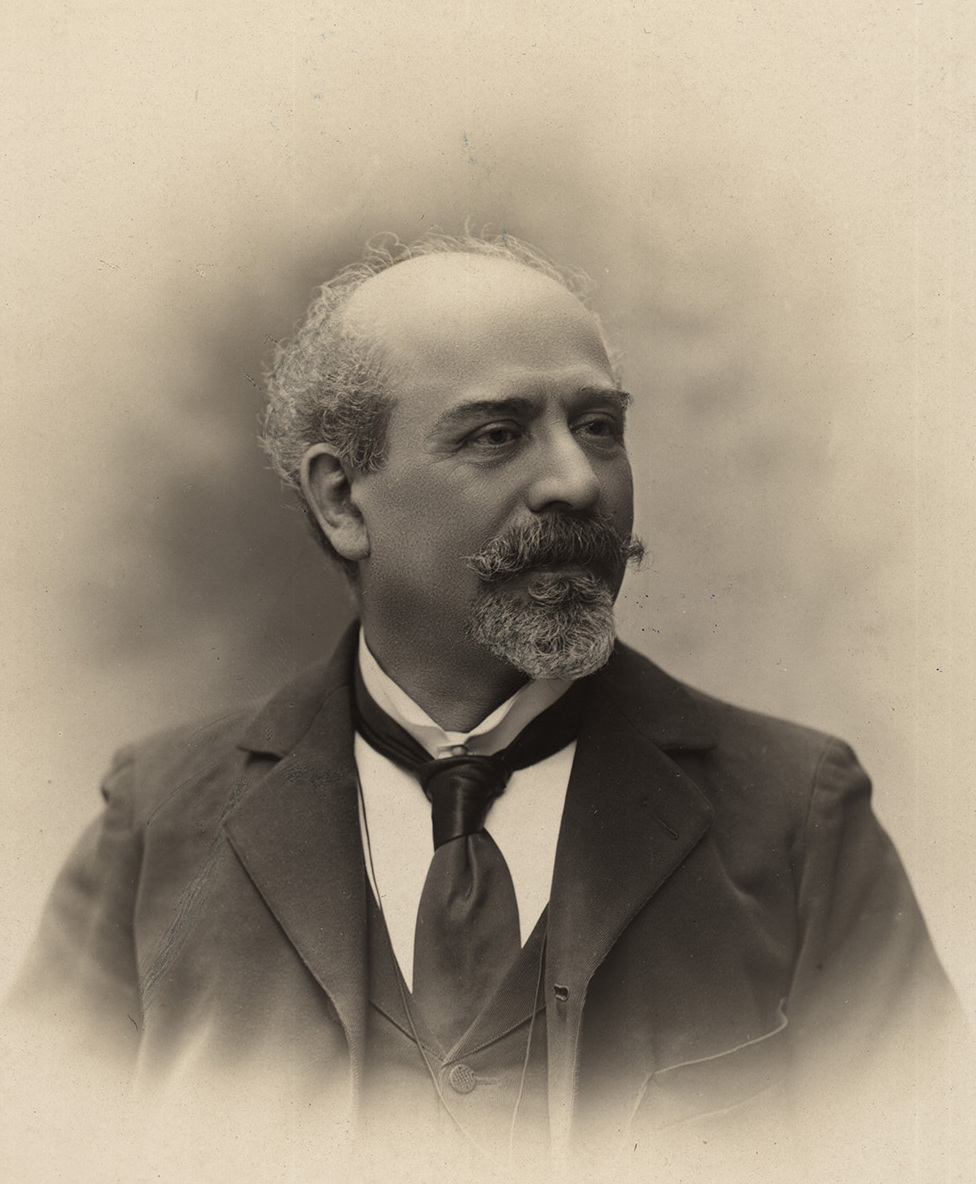
Romualdo Marenco

Romualdo Giovanni Battista Marenco (* 1. März 1841 in Novi Ligure; † 9. Oktober 1907 in Mailand) war ein italienischer Musiker und Komponist.

## Biografie
Marenco war das siebente von acht Kindern eines Gemeindeboren aus Novi Ligure. Gleich ihm zeigten auch mehrere seiner Geschwister musikalische Begabung. Nach einem Studienjahr an der kommunalen Schule seiner Heimatstadt spielte er ab 1854 als Aushilfsmusiker im Orchester des örtlichen Teatro Carlo Alberto. Er absolvierte dann eine Fagottausbildung und erhielt eine Anstellung als Zweiter Fagottist am Teatro Andrea Doria in Genua, für das er sein erstes Ballett Lo sbarco di Garibaldi a Marsala e la presa di Palermo (1862) komponierte. Zwei Sinfonien, die in dieser Zeit entstanden sein sollen, sind verloren gegangen.
Er wurde dann Paukist am Teatro Apollo und schließlich Geiger am Teatro Carlo Felice. Er setzte dabei seine Ausbildung wahrscheinlich zunächst bei Emilio Taddei, später autodidaktisch nach der Methode von Stanislao Mattei und Fedele Fenaroli fort. Später verließ er, möglicherweise wegen Differenzen mit dem Komponisten Serafino De Ferrari Genua. Aufenthalte als Geiger in Canobbia, Ballettdirektor in Fossati und Erster Geiger am Theater von Istanbul sind nicht belegt.
Überliefert ist ein Vertrag mit dem Teatro alla Scala für die Karnevalsaison 1871–72. 1872–73 und mutmaßlich darüber hinaus bis 1879 fungierte er als primo violino e direttore d’orchestra per il ballo. Nach dem Erfolg seines Balletts Sieba, das 1878 am Teatro Regio di Torino und im Folgejahr an der Scala aufgeführt wurde, gab er seine Laufbahn als Orchestermusiker auf und widmete sich ganz der Komposition. Bekannt wurde Marenco vor allem als Ballett- dann auch als Opernkomponist, daneben komponierte er auch Lieder, Kammermusik und Klavierstücke.

## Werke

### Opern
- Lorenzino de’ Medici, 1874
- I Moncada, 1880
- Le diable au corps, 1884
- Strategia d’amore, 1896
- Federico Struensee (UA 1908)

### Ballette
- Lo sbarco di Garibaldi a Marsala e la presa di Palermo, 1862
- Armida, 1868
- Amore ed arte, 1870
- I sette peccati capitali, 1872
- Bianca di Nevers, 1872
- Nefte, 1873
- La tentazione, 1874
- Ermanzia, 1876
- Sieba, 1878
- Day-Sin, 1879
- L’astro degli Afghan, 1879
- Excelsior, 1881
- Daï Natha, 1881
- Metempsicosi, 1884
- Amor, 1886
- Teodora, 1889
- Sport, 1897
- La figlia di Boby, 1898
- Dolores, 1898
- Bacco e Gambrinus, 1904
- Luce, 1905
- La danzatrice (unvollendet)